# 普雷斯頓-波特霍洛
普雷斯頓-波特霍洛（英語：Preston-Potter Hollow）是位於美國紐約州奧爾巴尼縣的普查規定居民點。

## 人口
根據2020年美國人口普查的數據，普雷斯頓-波特霍洛的面積為26.25平方千米，皆為陸地。當地共有人口367人，而人口密度為每平方千米13.98人。